# Białuty (województwo warmińsko-mazurskie)
Białuty – wieś w Polsce położona w województwie warmińsko-mazurskim, w powiecie działdowskim, w gminie Iłowo-Osada.

## Rys historyczny
Wieś powstała przed 1371 rokiem. W wyniku działań właścicieli majątku w czasie reformacji ostała się tu parafia katolicka pw. św. Jakuba Apostoła (jedna z czterech w Prusach). Po mazowieckiej stronie granicy bardzo popularne były białuckie odpusty. Podczas jednego z nich 25 lipca 1709 roku przywleczona została do Prus cholera, która szalała na tych terenach przez następne 3 lata. W wyniku zarazy wymarła niemal cała wieś.
Wieś, podobnie jak okoliczne ziemie, leży na terenach granicznych, na których można dostrzec wpływy różnych kultur – mazowieckiej i pruskiej. Tereny te znajdowały się, w zależności od działań wojennych, raz po stronie Rzeczypospolitej, raz poza jej granicami. Niedaleko wsi można zauważyć jeszcze fragmenty XIV-wiecznego wału granicznego usypanego przez książąt mazowieckich.
W okresie międzywojennym stacjonowała tu placówka Straży Celnej „Białuty”.
Do połowy 1920 roku należała do powiatu nidzickiego, następnie 1920-56 do działdowskiego, 1956-72 do powiatu mławskiego, a od 1999 ponownie do działdowskiego. W niektórych źródłach wieś występuje pod nazwami Bayluthi, Bialutten. 
W latach 1954–1957 wieś należała i była siedzibą władz gromady Białuty, po jej zniesieniu w gromadzie Iłowo. W latach 1975–1998 miejscowość administracyjnie należała do województwa ciechanowskiego.

## Relikty przeszłości i zabytki
Przy wjeździe do wsi stoją nieużywany kościół ewangelicki i dawna pastorówka – oba budynki z 1904 roku, wzniesione przy wsparciu funduszu utworzonego dla uczczenia 200-rocznicy koronacji Fryderyka I. Na wieży kościelnej zachowała się do dziś kamienna tablica upamiętniająca to wydarzenie. Kościół wzniesiono w stylu neogotyckim z czerwonej cegły, ściany częściowo otynkowano. Niestety, budynki pozbawione opieki popadają w ruinę.
 Kościół katolicki wzniesiono w 1884 roku na miejscu poprzedniego drewnianego. Jest to również budowla z czerwonej cegły, w stylu neogotyckim – jednak dużo skromniejsza od kościoła ewangelickiego. We wnętrzu zachowało się wyposażenie z epoki. Obok świątyni znajdują się zabudowania probostwa. 

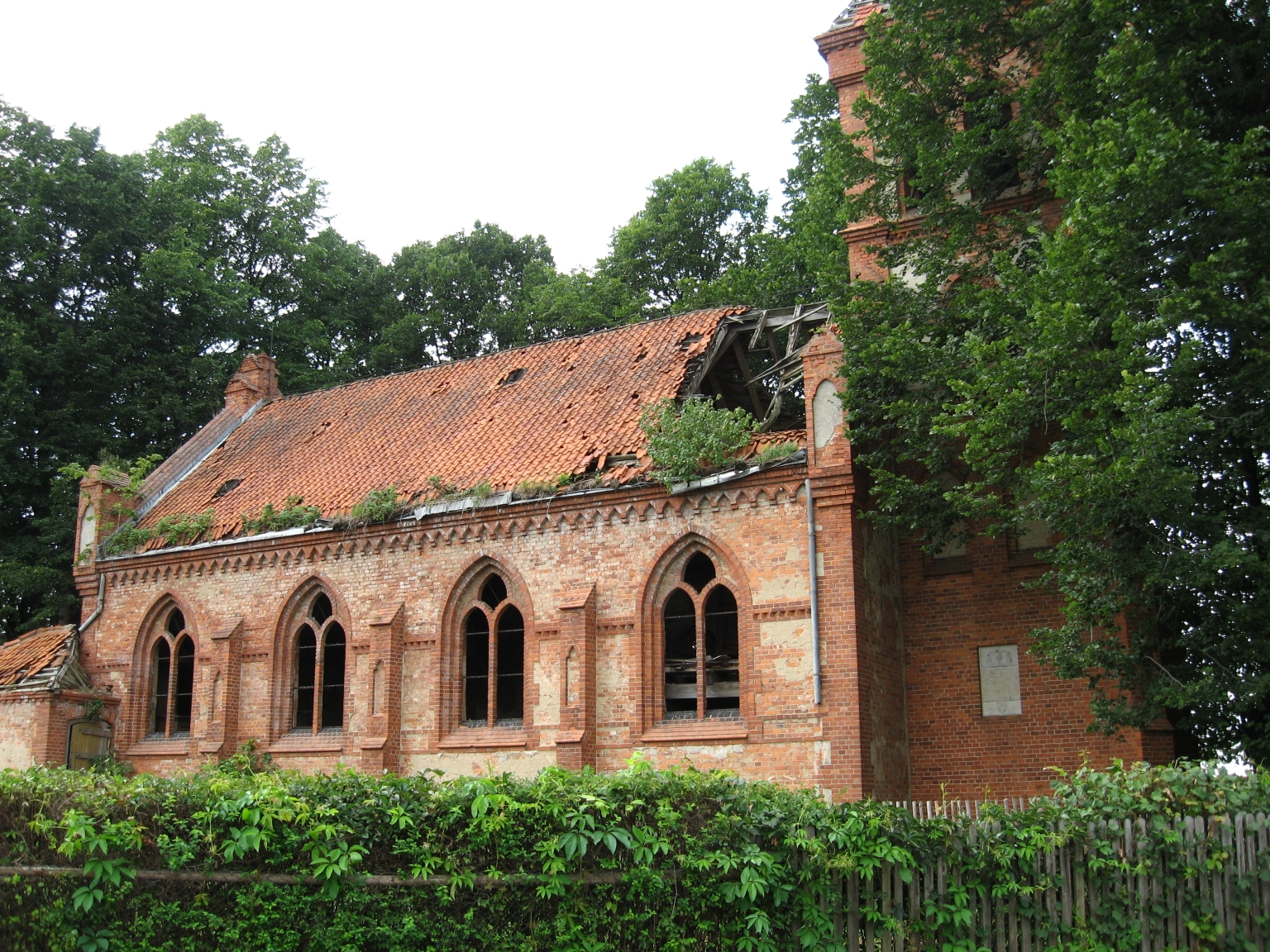
Ruiny kościoła ewangelickiego z 1904 (wstęp wzbroniony - grozi zawaleniem)
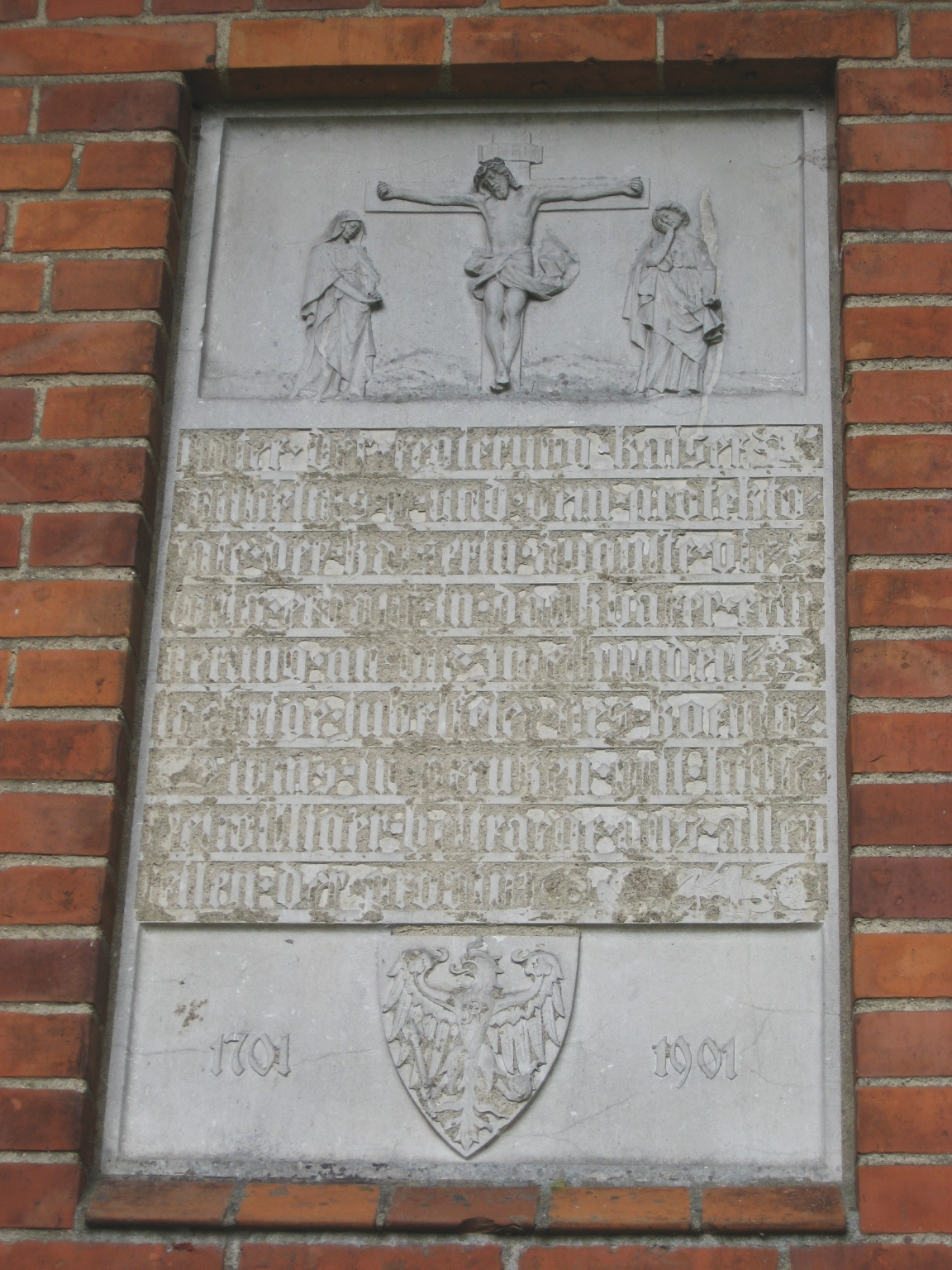
Kamienna tablica upamiętniająca 200-rocznicę koronacji Fryderyka I
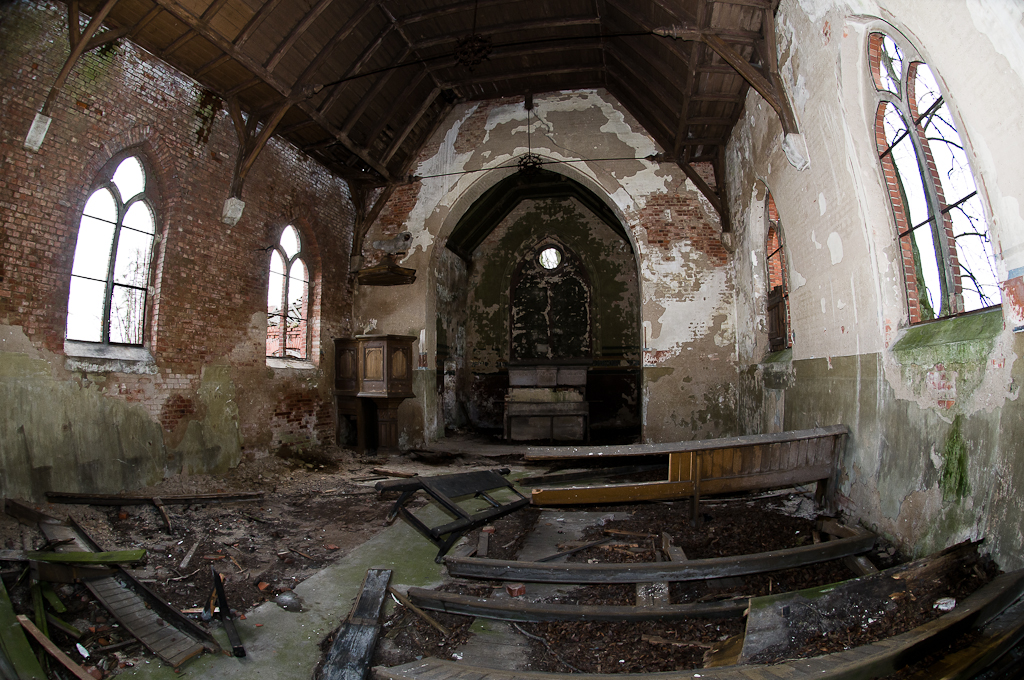
Wnętrze zrujnowanego kościoła ewangelickiego

## Miejsca pamięci
W Lesie Białuckim znajduje się pomnik ku czci pomordowanych w latach 1941–1945 ufundowany w dziesiątą rocznicę wyzwolenia. Obok znajdują się zbiorowe mogiły więźniów zamordowanych przez hitlerowców w niemieckim obozie koncentracyjnym Soldau (KL) w Działdowie.

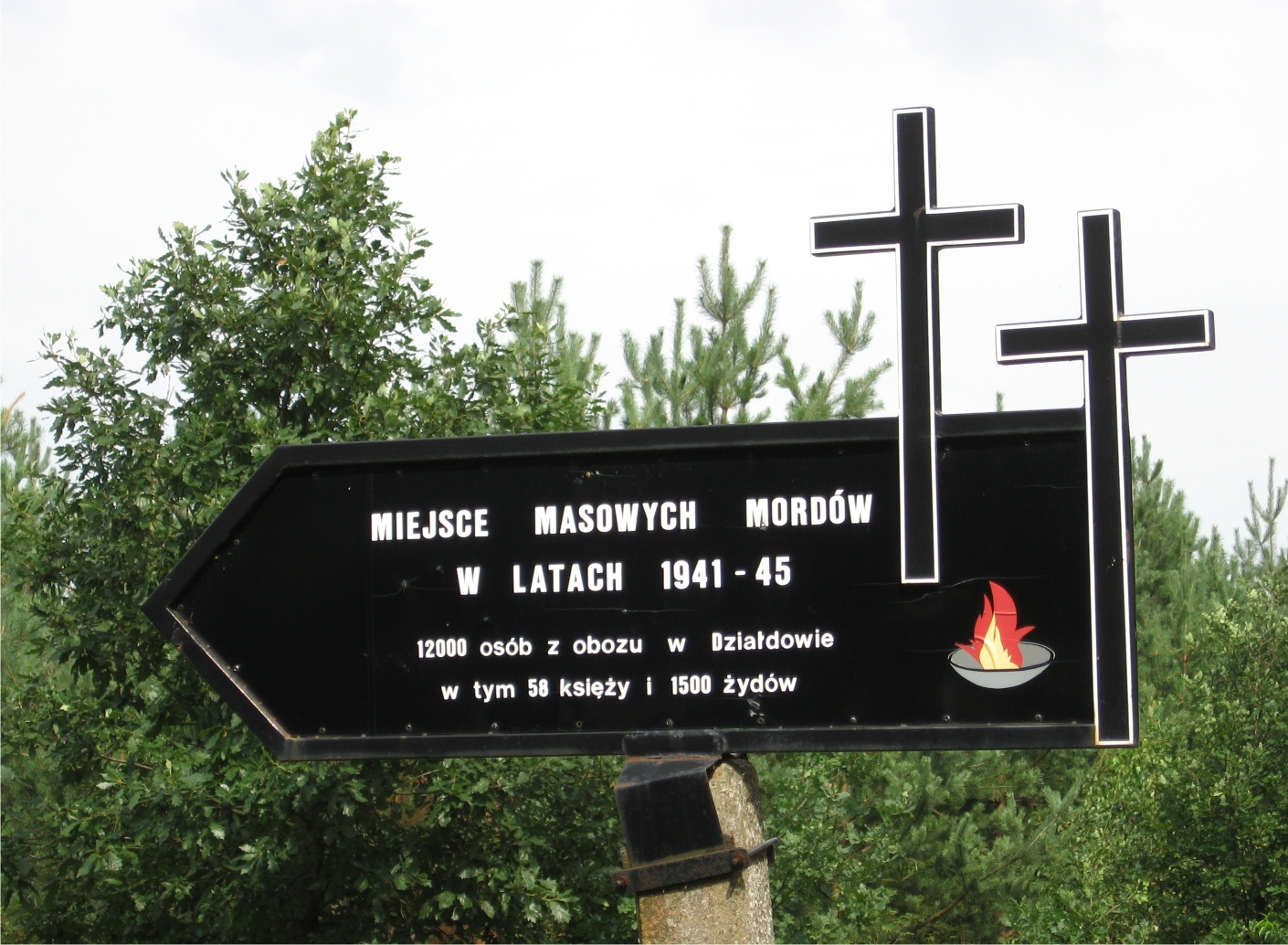
Drogowskaz do mogił zbiorowych
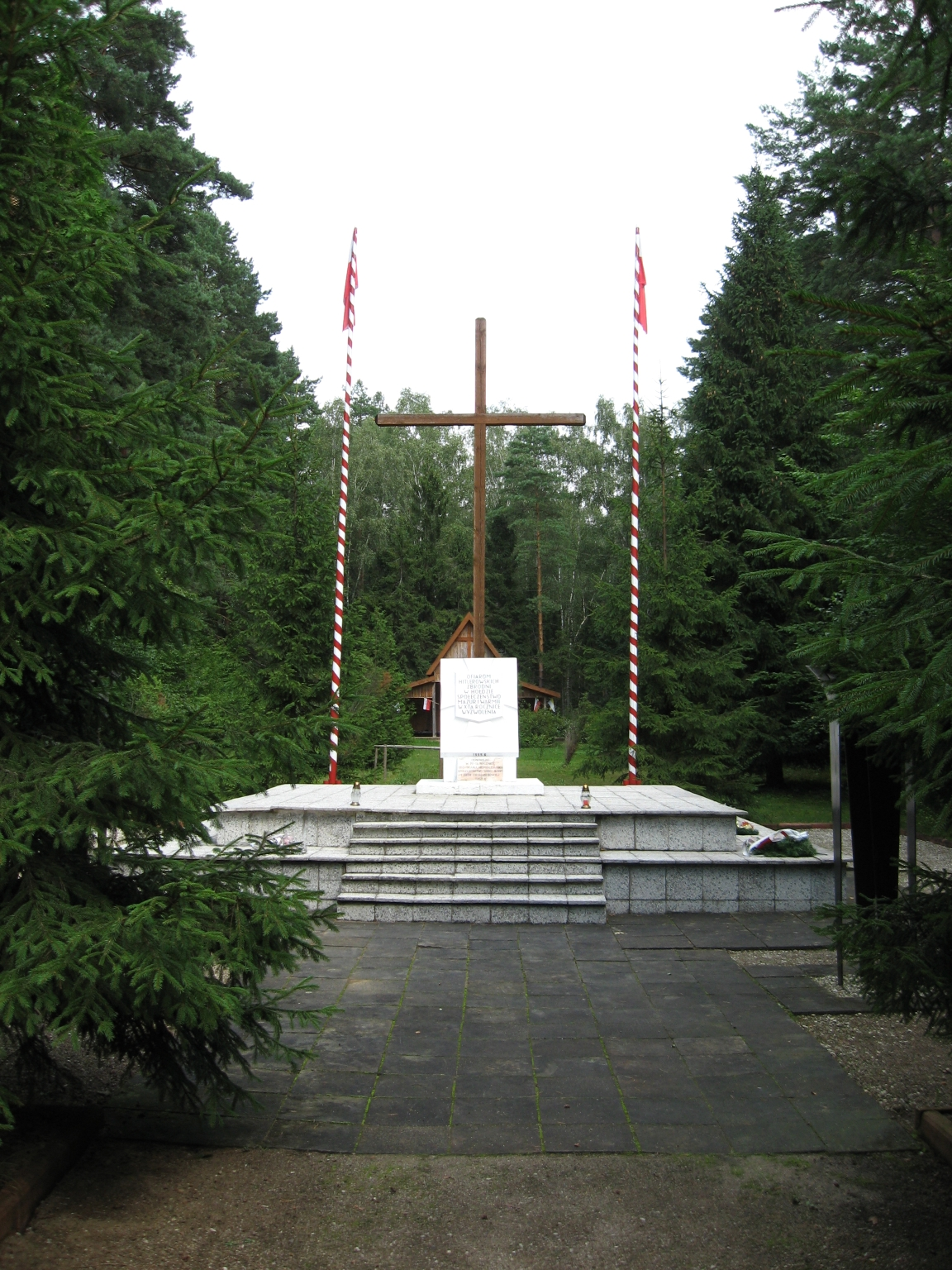
Pomnik ku czci pomordowanych
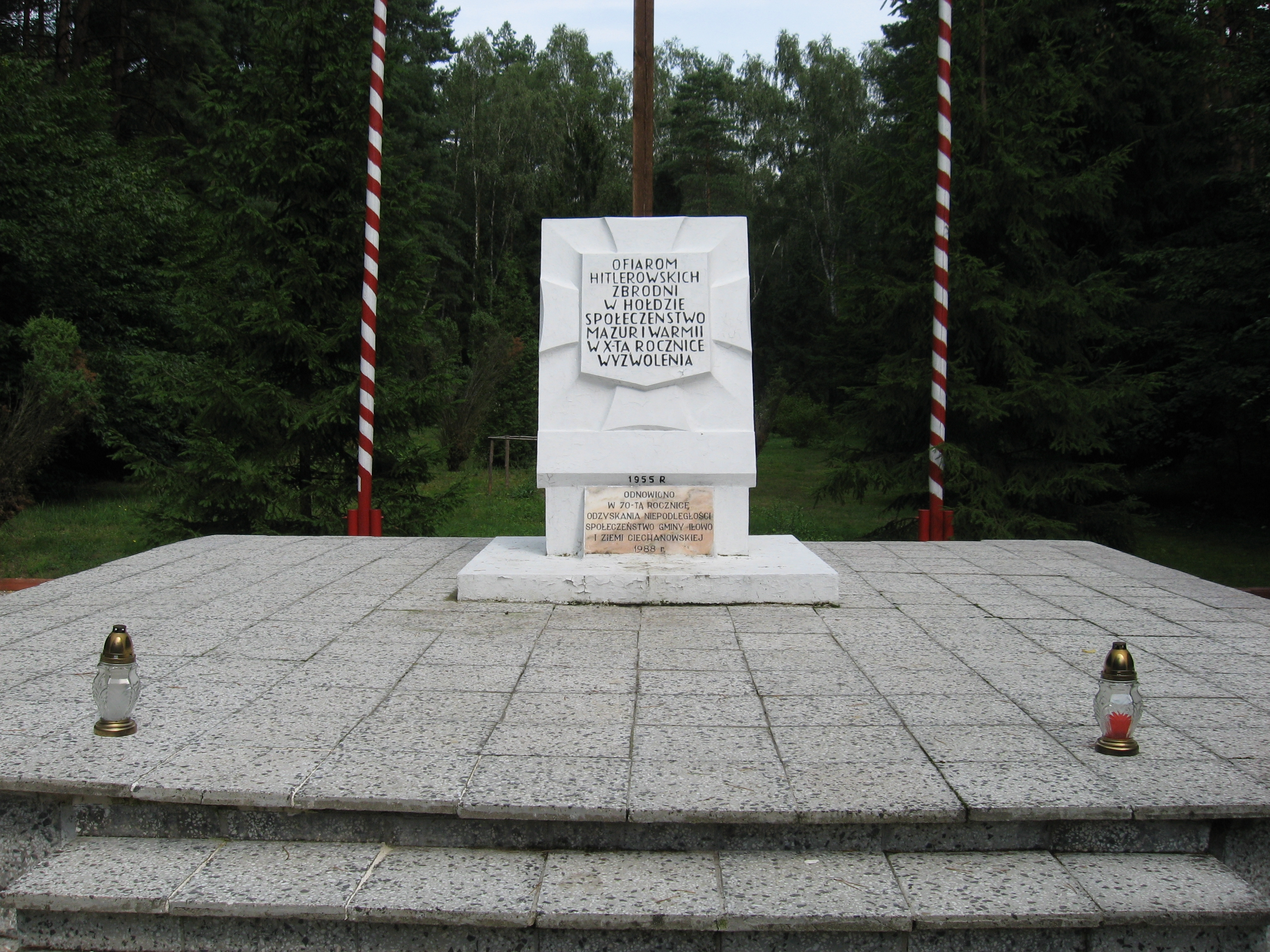
Pomnik ku czci pomordowanych (zbliżenie)
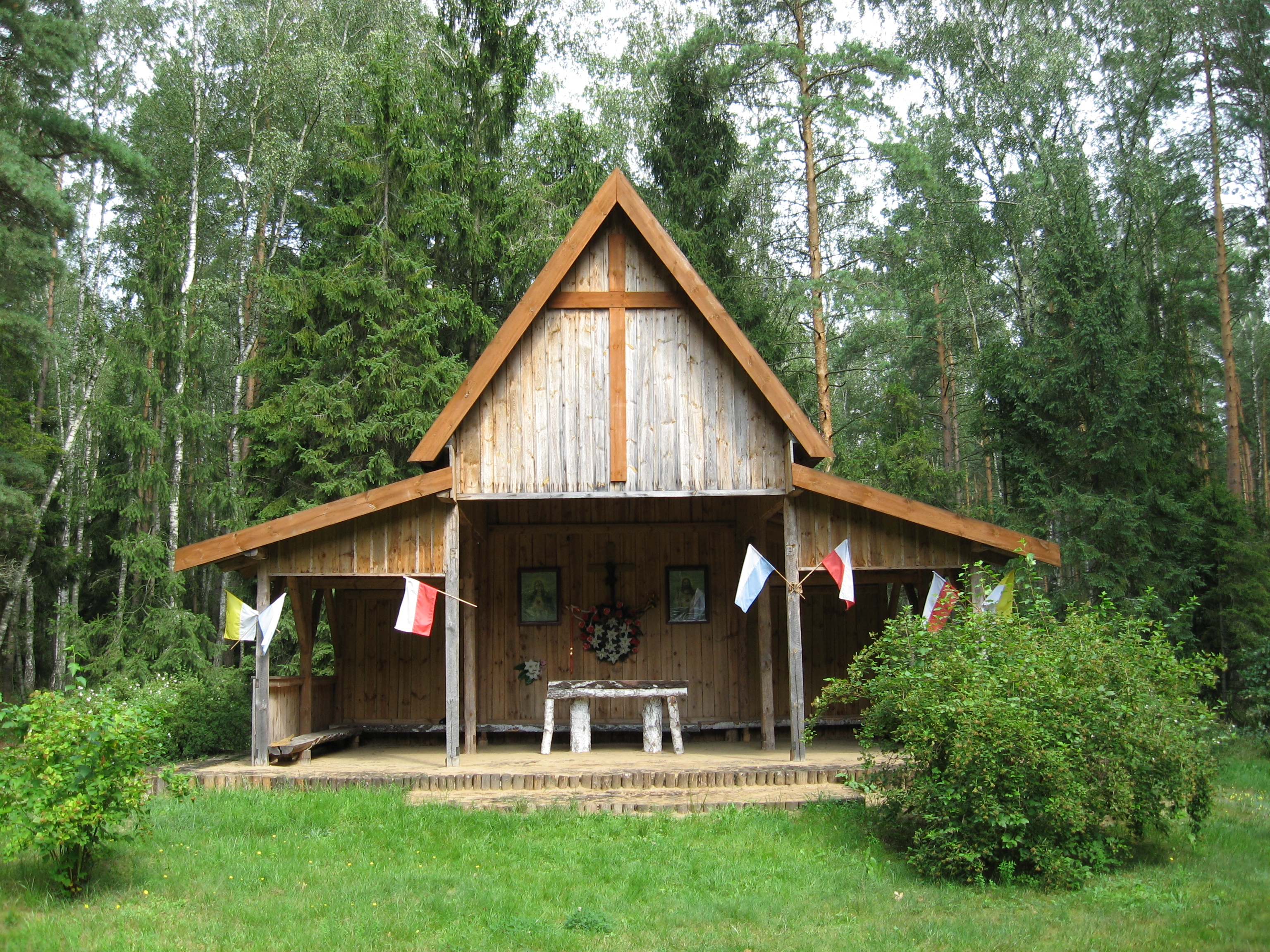
Drewniana kaplica w lesie białuckim koło pomnika

## Rezerwat przyrody
Przy miejscowym Leśnictwie Białuty (należącym do Nadleśnictwa Dwukoły) powstał rezerwat torfowiskowy "Świńskie Bagno". Przedmiotem ochrony są tu ekosystemy torfowiskowe i leśne.